# Campo Baixo
Campo Baixo es una localidad caboverdiana del municipio de Brava.

## Geografía
La localidad está situada en la isla de Brava.

## Organización territorial
La localidad abarca los lugares y barrios de:
- Campo Baixo
- Chã de Covão
- Escovinha
- Morro de Vento